# 违章动物
违章动物是许嵩演唱的歌曲，由许嵩作曲、作词，2013年首发单曲，疑暗讽城管滥用职权的社会现象。

## 创作背景
该歌歌词疑似改编于许嵩曾亲眼目睹的事情，该故事被许嵩记录在2007年发布在新浪博客上，名为《暴雨》。
灵感疑似来自城管暴力执法，2013年7月20日，邓正加事件发生后，许嵩发布长文感慨提到，此前因某件类似事件写下一首歌但还没有发布。2013年8月30日，违章动物MV发布，讲述了卖西瓜的商贩父与子的故事。
昨日看到瓜农与城管的新闻图片非常难过。此前的一桩类似案件发生时，我有感而发写了一首歌。没想到歌还未发表这么短的时间内悲剧却又上演，一如在《苏格拉没有底》里我写过《拆东墙》，但时间的流逝从未改变了什么以至于我即便下张专辑再次收录依然应景。——许嵩，一些想说的话
2013年，在做完了年初的演唱会之后，许嵩请辞了几乎所有的演艺工作，转而投身音乐创作，期间出版了个人摄影随笔集《海上灵光》。从2009年到2012年，许嵩连续发行三张专辑。2013年由于大量的演出活动和签售会，许嵩的专辑创作暂告一段落。终于在8月21日，发行单曲《违章动物》。

## 歌曲特点
《违章动物》的音乐风格充满许嵩的个人特质。平稳有力的鼓点律动，清冷而迷离的乐器音色编配，慵懒随性不带斧凿的唱腔，不动声色地铺陈出一个关于 “违章动物”的故事。他在编曲中引入世界音乐的元素，如开篇与结尾的原生态唱段采样以及少数民族原声乐器，这些民族元素与西洋鼓点Loop冲撞出一种时空错位的奇异氛围，而与之呼应的是，歌词里古今穿梭的遣词造句，亦是在时空错位中完成的一轮许嵩式的抒发。连说带唱的演绎方式，戏谑劲儿拿捏得恰到好处：多一分则偏向玩世不恭，少一分则流于严肃刻板。